# Ядрена физика
Ядрената физика е клон на физиката, изследващ ядрото на атома, най-често във връзка с ядрената енергия.

## История
Фактът, че атомите имат вътрешна структура, е открит в края на 19 в. Дотогава атомите се третират като локализирани частици без вътрешна структура, която да е неделима. Съществуването на вътрешна структура в атомите е потвърдено експериментално едва в началото на 20 век.

## Основни понятия

### Атомно ядро
Ядрото на атома може да съдържа два вида частици:
1. Протони
2. Неутрони

### Сили, действащи в ядрото на атома
В ядрената физика се разглеждат четири основни сили:
1. Силно ядрено взаимодействие
2. Ядрена сила
3. Електромагнитно взаимодействие
4. Слабо ядрено взаимодействие

### Ядрени взаимодействия
- Радиоактивност
- Ядрено делене
- Термоядрен синтез

### Приложения
- Ядрено оръжие
  - Водородна бомба
- Ядрен реактор